# Хоргосское дело
Хоргосское дело (каз. Қорғас ісі) — громкое уголовное дело в Казахстане 2013 года. Это самый крупный уголовный процесс в истории Казахстана.
Работники таможни и госбезопасности обвинялись в контрабанде через таможенные посты «Хоргос», «Калжат» и «Достык».. В качестве обвиняемых по делу проходило 45 человек. Помимо этого в розыск было объявлено 19 человек.
Уголовное дело содержало более 1576 томов. В процессе также участвовало более 600 свидетелей, 48 адвокатов и 38 защитников, что сделало процесс крупнейшим в Казахстане.
В 2014 году вынесен приговор по делу.